# Свети Пантелеймон (Османли)
Вижте пояснителната страница за други значения на Свети Пантелеймон.
„Свети Пантелеймон“ (на гръцки: Ιερά Μονή Αγίου Παντελεήμονος) е православен женски манастир край правищкото село Османли (Хрисокастро), Егейска Македония, Гърция, част от Елевтеруполската митрополия на Вселенската патриаршия, управлявана от Църквата на Гърция.

## География
Манастирът е разположен на в южното подножие на Кушница (Пангео), на 8 km югозападно от Правища (Елевтеруполи) на мястото на село Еледжик (Аетоплая).

## История
До 1922 година на мястото има турско село, наречено Еледжик. След изселването на мюсюлманското население в Турция, дошлите на негово място понтийски гърци превръщат джамията в църква, посветена на Свети Пантелеймон. В 1960 година църквата е обновена от архимандрит Антоний Зумболерис. В 1978 година митрополит Амвросий Елевтеруполски възлага на отец Филипос Аврамидис да намери място за манастир. С усилията на жителите на Хрисокастро в 1981 година в новопостроения манастир влизат първите монахини. В 1990 година старана църква е разрушена и започва да се строи нов католикон, осветен на 31 август 2002 г. от митрополит Евдоким Елевтеруполски. През септември 2013 г. е осветен и храмът „Въведение Богородично“ от Хрисостом Елевтеруполски.
| Година    | 1913 | 1920 | 1928 | 1940 | 1951 | 1961 | 1971 | 1981 | 1991 | 2001 | 2011 | 2021 |
| --------- | ---- | ---- | ---- | ---- | ---- | ---- | ---- | ---- | ---- | ---- | ---- | ---- |
| Население |      |      |      |      |      |      |      |      | 10   | 42   |      | 13   |